# 基督教文化

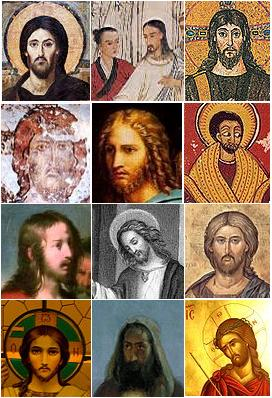
各种各样的耶稣基督像

基督教文化（英語：Christian culture）是信仰基督教為主的人群長期以來形成的一種文化，並構成了基督教文明（Christian civilization）的主體。

## 源來
基督教源於中東地區遊牧民族以色列人的猶太教。猶太教又是綜合了兩個相距較近、獨立起源的不同文化——兩河流域文化和尼羅河流域文化，從兩河流域文化中吸收了單一神概念，主神用六天創造了世界萬物，以及大洪水的傳說；從尼羅河流域文化中吸收了世界末日和最後審判的傳說，形成了一套完整的宗教理論。西元一世紀，從猶太教發展出一個分支，信仰耶穌為拯救人類的彌賽亞，逐步發展成為獨立於猶太教的宗教。
基督教將猶太教從一種民族性宗教擴展為一種跨民族的宗教。基督教文化是屬於擴張型的，其哲學觀念認為時間是有始有終的，而空間是無限可重複的，他們強調對世界及自然的管治。基督徒把說服全體人類信奉他們的上帝作為自己的使命，他們要抓緊時間，在世界末日到來之前，讓全體人類成為上帝的子民，不斷地向其他民族派遣傳教士。傳教士們每到一個新的文化範圍內，都積極地學習當地語言，為沒有文字的民族創造文字翻譯《聖經》，《聖經》目前已經成為世界上翻譯文字種類最多的一本書。

## 定義
基督教文化的這種擴張性鼓勵人們從事探險活動，不斷地去探索、征服未知世界，培育出大批的探險家。基督教原來主要局限於在羅馬帝國境內傳播，但隨著歐洲國家的殖民擴張，很快傳遍全世界，成為世界上信徒最多、影響最廣泛的宗教。基督教文化對現代世界文化的影響最大，不僅影響哲學、人們的思維方式，甚至影響到科學發現和生活方式。
基督教提倡社會要承擔關注弱者的責任，並帶頭付諸行動，成立了大量孤兒院、養老院、醫院。而有些文化則認為這是家庭的責任而不是社會的責任。基督教這種強調社會責任的主張，有助於培育基督教的市民社會，而不是培育家族社會。基督教的這種主張也是社會主義思潮的來源。
基督教文化強調夫妻（一男一女）是在上帝面前結合的，這在中古時代社會是僅有的（但是信徒也沒有嚴格遵守，查理曼大帝就有四個妻子，五個嬪妃）。因此，基督教文化特別強調愛情、歌頌愛情(雅歌)。
基督教文化的擴張在南部遇到伊斯蘭文化的阻礙，很長時間內只能局限於歐洲範圍內。但自工業革命後，隨著歐洲工業化國家的殖民擴張，基督教文化繞過伊斯蘭教文化的障礙，向全世界迅速傳播，目前澳洲、南北美洲、埃塞俄比亞和部分撒哈拉以南的非洲國家、菲律賓和太平洋島國都已進入基督教文化圈，基督教文化已經滲入到东亚儒教文化圈的诸國內部。
隨著基督教分裂成為東正教、天主教、新教，基督教文化也呈現出不同的色彩，而新教文化地區首先跨入資本主義現代文明。德國社會學家馬克斯·韋伯寫有一本著名的著作《新教倫理與資本主義精神》，專門論述基督教新教與資本主義發展的關係。